# Луж'янки
Луж'янки (словац. Lužianky) — село, громада округу Нітра, Нітранський край. Кадастрова площа громади — 12.43 км².
Населення 2995 осіб (станом на 31 грудня 2018 року).

## Історія
Луж'янки згадуються 1113 року.

## Населення
| Рік:            | 1994. | 2004.   | 2014.    | 2024.    |
| --------------- | ----- | ------- | -------- | -------- |
| Кількість осіб: | 2374  | 2536    | 2890     | 3456     |
| Різниця:        |       | +6,82 % | +13,95 % | +19,58 % |

| Рік:            | 2023. | 2024.   |
| --------------- | ----- | ------- |
| Кількість осіб: | 3338  | 3456    |
| Різниця:        |       | +3,53 % |